# Helena Lisická
Helena Lisická (26. listopadu 1930, Olomouc – 30. listopadu 2009 Olomouc) byla česká etnografka a spisovatelka, autorka pohádek a pověstí. S tvorbou začala v 50. letech a je autorkou více než dvou desítek titulů. Mimo pohádek a pověstí se zabývala i tvorbou divadelních her pro děti. Spolupracovala s Folklórním souborem Haná, s nímž založila folklórní festival Lidový rok. Provdala se za archiváře Antonína Roubice.
Studovala na Slovanském gymnáziu v Olomouci.

## Dílo
- Páv zpívá o štěstí (1981)
- Zrcadlo starých časů (1985)
- Medové království (1981)
- Pověsti starých měst (1981)
- O Ječmínkovi (2005)
- Z českých a moravských hradů (1999)
- Devatero řemesel (1982)
- Řeka Nohavice (1975)
- Pohádky z Telete (1972)
- Z hradů, zámků a tvrzí (1971)
- Pohádky a pověsti z Moravské Brány (1969*)
- Za horama za dolama (1965)